# Acanthochelys spixii
Acanthochelys spixii är en sköldpaddsart som beskrevs av  Johann Baptist von Spix 1824. Acanthochelys spixii ingår i släktet Acanthochelys och familjen ormhalssköldpaddor. IUCN kategoriserar arten globalt som nära hotad. Inga underarter finns listade i Catalogue of Life.
Arten förekommer i sydöstra Brasilien samt i Uruguay och i nordöstra Argentina.

## Bildgalleri

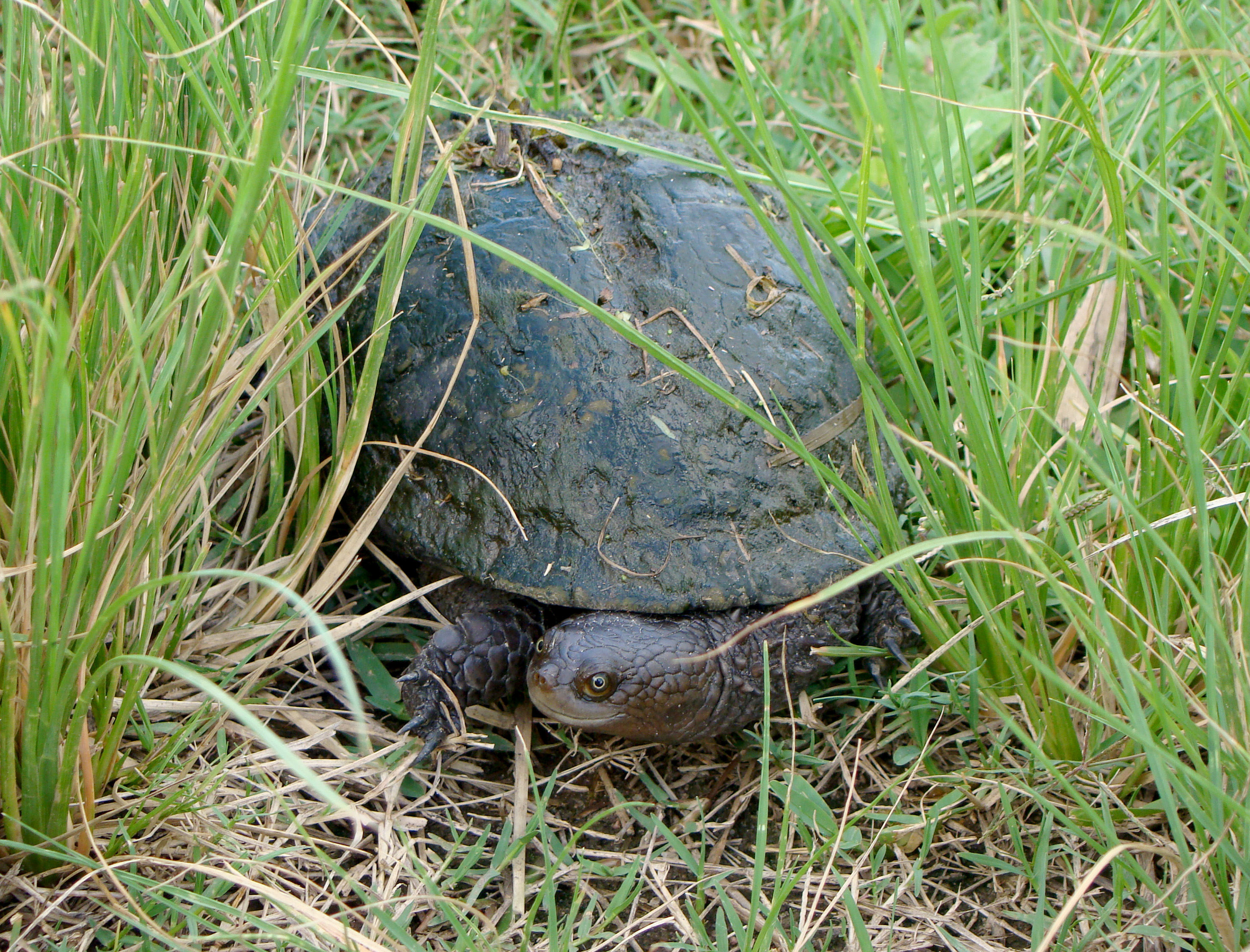
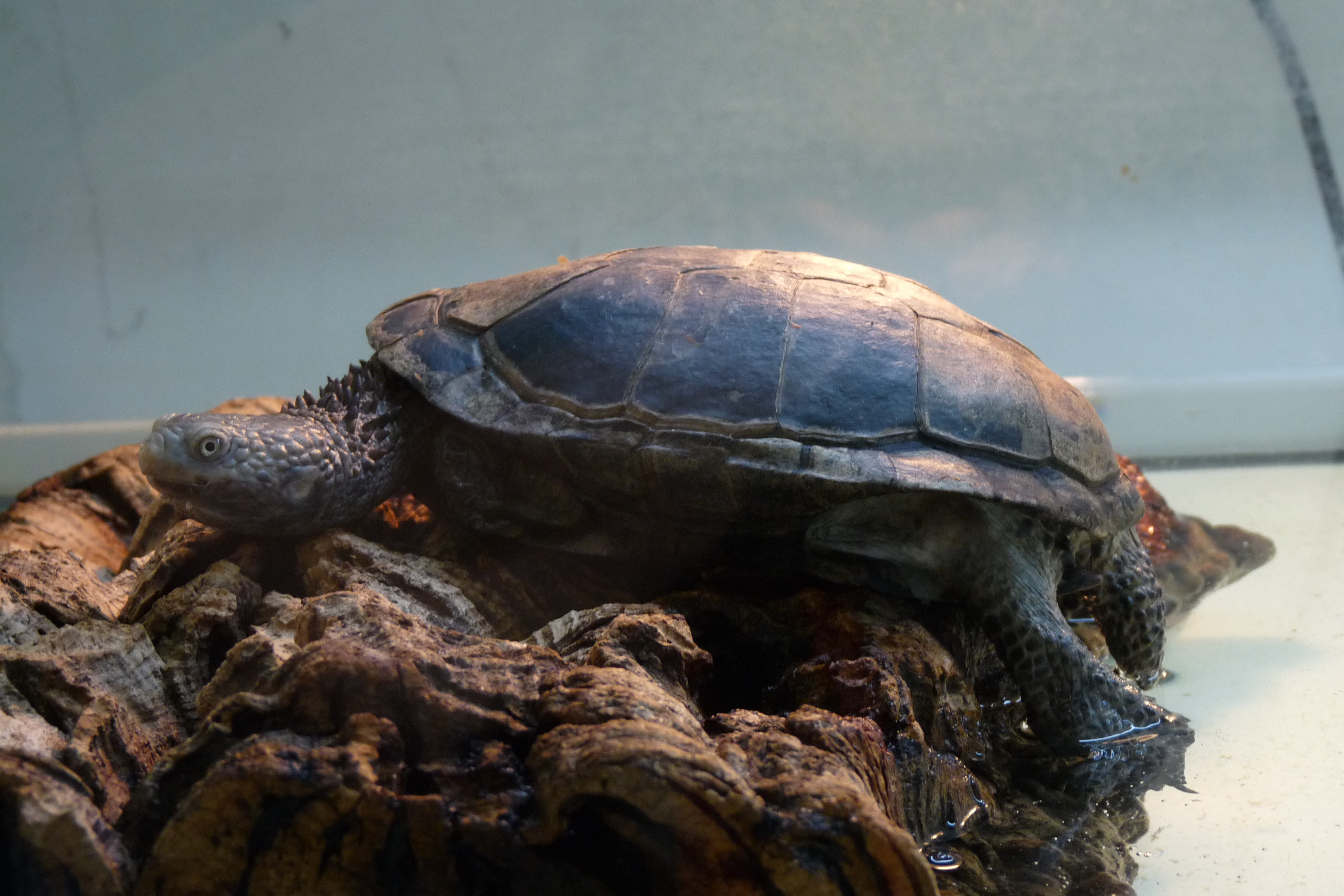